# Macropsis fuscoguttatus
Macropsis fuscoguttatus är en insektsart som beskrevs av Francis Day och Fletcher 1994. Macropsis fuscoguttatus ingår i släktet Macropsis och familjen dvärgstritar. Inga underarter finns listade i Catalogue of Life.